# Шурави (фильм)
«Шурави» — советский фильм об Афганской войне, выпущенный киностудией Мосфильм в 1988 году. Основой для сюжета стала повесть Александра Проханова «Седой солдат».

## Сюжет
Вокруг пленного советского солдата Николая Морозова сгрудились душманы. Они о чём-то спорят, а затем закрывают его в одном из домов кишлака, приставив к нему охрану. Солдат пытается вспомнить, как здесь оказался. Ранее он вместе с ефрейтором Хайбулиным (детдомовцем из Уфы) был послан охранять перевал Саланг. Рядом пастух в чалме пасёт коз, проходят колонны с бронетранспортёрами, грузовиками и тракторами «из Союза». Внезапно подпаску становится плохо, тогда Хайбулин выходит из укрытия и падает, сражённый пулей. На потерявшего бдительность от жары солдата нападают сзади. Уже в плену к нему приходит корреспондент агентства Reuters Эдвард Стаф, который называет душманов «афганскими борцами за свободу». Вместе с Морозовым в плену находится солдат-афганец («аскер»), который не говорит по-русски и совершает намаз. Тем не менее, «духи» выводят афганца и после съёмок на Kodak расстреливают на глазах у Морозова. Эдвард Стаф желает записать интервью про советского солдата-дезертира и обещает Морозову освобождение, но тот не стремится предавать родину. Советский солдат вспоминает Россию, берёзы, бревенчатые избы и молоко. Ему удаётся бежать через минное поле. Он непременно хочет сообщить товарищам о готовящейся атаке «людей Ахматхана» на «гератский мост». Ослабленного и раненого Морозова находит пастух в кожаной безрукавке, который называет его шурави и передаёт советским властям. Последние кадры фильма демонстрируют переход танковых колонн через Мост Дружбы.

## Отличие от повести
- В повести для выманивания солдат припадок имитирует пастух, а в фильме мальчик-подпасок.
- В повести Морозов обращается к сокамернику: «Сарбос»? (перс. سرباز‎: солдат), а в фильме «Аскер»? (тур. Asker: солдат).
- В повести Стаф носит чёрную чалму и рыжие усы, а в фильме он без усов и с непокрытой головой.